# Dagoberto Ortensi
Pour les articles homonymes, voir Ortensi.
Dagoberto Ortensi (12 mars 1902 - 11 mai 1975) est un architecte et ingénieur civil italien. Son travail fait partie des concours d'art des Jeux olympiques d'été de 1936 et des Jeux olympiques d'été de 1948 .